# Пожаров, Александр Анатольевич
Алекса́ндр Анато́льевич Пожа́ров (род. 12 декабря 1950, Москва) — советский и российский актёр театра, кино и озвучивания, гитарист, певец, теле- и радиоведущий, народный артист России (2006), создатель образа Шуры Каретного.

## Биография
Родился 12 декабря 1950 года в Москве.
В 1975 году окончил Высшее театральное училище имени М. С. Щепкина (курс Н. А. Анненкова). В том же году был принят в труппу театра «Эрмитаж». В 1992—1994 годах — ведущий (вместе с Игорем Письменным) программы «Дело» на 1-м канале Останкино.
Долгие годы участвовал в записи радиопостановок, озвучивании мультфильмов и компьютерных игр (так, в течение 10 лет был голосом Чапаева из серии игр о Петьке и Василии Ивановиче).
В 2010 году появился на «Детском радио» под псевдонимом Астроном Остроумович. В утренней передаче рассказывал о животных, динозаврах и т. д. (Прослушать фрагмент передачи)
Болеет за футбольный клуб «Спартак».
В 2016 году стало известно, что Пожаров болен раком. Был успешно прооперирован в сентябре 2017 года, прошёл два курса химиотерапии. В данный момент проходит курс реабилитации.
Вторая супруга — Юлия Осокина, балерина, выпускница сценарного факультета ВГИКа.

### Шура Каретный
Широкую известность и популярность в 1998 году получил созданный Пожаровым образ Шуры Каретного — философствующего матерщинника средних лет, сообразно неоднократно отбывавшего наказание в местах лишения свободы (в одном из монологов Шура упоминает о том, что у него две судимости). На магнитофонных кассетах миллионными тиражами разошлись несколько альбомов «Шуры Каретного», где Пожаров, обильно используя ненормативную лексику и шепелявя, в своеобразном стиле пересказывал содержание популярных голливудских кинофильмов — «Годзилла», «Титаник» и русских народных сказок, а также исполнял песни в стиле блатняка.
Повествование шло в форме монолога, в котором «Шура» обращался к своему приятелю — всегда молчащему «корешу Коляну». Фразы «Шуры Каретного» скоро разошлись на цитаты. Между тем сам артист в одном из своих интервью признался, что не использует мат в повседневной жизни и применяет ненормативную лексику исключительно на сцене и при записи своих альбомов.
Происхождение псевдонима, очевидно, от названия улицы Каретный Ряд, где расположен театр «Эрмитаж», в котором долгие годы работает актёр. В начале XXI века Пожаров в образе «народного философа Шуры Каретного» несколько лет вёл программу на московском «Радио Тройка», однако в его выступлениях уже отсутствовал мат.
Отдельным циклом Шуры Каретного являются его обсуждения исторических личностей («Слово о Пушкине», «Слово о Гоголе» и т. д.), а также пересказы отечественной и зарубежной классики («Преступление и наказание», «Муму», «Гамлет» и многие другие). В 2015 году Пожаров в образе Шуры Каретного стал вести свой видеоблог на YouTube. Тогда же принял участие в записи песен группы «Глас Пророка». Его голос можно услышать в заглавной композиции альбома, а также на концертах группы.

## Признание и награды
- Заслуженный артист России (6 апреля 1992) — за заслуги в области искусства[9]
- Народный артист России (22 июня 2006) — за большие заслуги в области искусства[10]

## Творчество

### Театральные работы
- Азеф.
- Безразмерное Ким-танго.
- Белая овца.
- Здравствуйте, господин де Мопассан!
- Зойкина квартира — Аллилуя
- Изверг
- Капнист туда и обратно.
- Мы собрались здесь
- Под кроватью. (Игра на нервах)
- Свадьба Кречинского
- Скверный анекдот
- Соломенная шляпка
- Суер-Выер
- Хармс! Чармс! Шардам! или Школа клоунов.
- Эрендира и её бабка

### Фильмография
- 1975 — У меня есть лев — Граммофон
- 1987 — Дом с привидениями — фотограф «не пушкарь»
- 1991 — Нелюбовь — незнакомец
- 2000 — ДМБ-002 — отец Гамадрил
- 2000 — Марш Турецкого — «предсказатель» трагедии (первый сезон, серия «Убить ворона»)
- 2001 — Клетка — дядя Миша
- 2002 — Азазель — проводник поезда (3-я серия «Бедная Лиза»)
- 2002 — Атлантида — эпизод
- 2002 — Светские хроники — бомж (2-я и 3-я серии)
- 2003 — Моя родня — ловелас (14-я серия «Гости из прошлого»)
- 2004 — Отражения — Валерий Павлович
- 2005 — Хиромант — хирург
- 2006 — Трое сверху — тамада
- 2008 — Всё могут короли — доктор Барашкевич
- 2008 — Знахарь — пластический хирург в Перми
- 2009 — Хозяйка тайги — профессор (фильм № 3 «Сезон охоты»)
- 2011 — Одна за всех — Пётр Алексеевич, дирижёр оркестра
- 2011 — Суперменеджер, или Мотыга судьбы — Барнс
- 2011 — МУР — грабитель-интеллигент в поезде
- 2015 — Подлец — Андрей Андреевич

### Озвучивание мультфильмов
- 1987 — Молочный Нептун — матрос / пастух
- 1988 — Наедине с природой — голосовые эффекты
- 1989 — В тишине — администратор
- 1989 — Сказка о старом эхо — Старое Эхо
- 1989 — Наваждение — голосовые эффекты
- 1989 — Поцелуй — юноша
- 1989 — Большой Ух — Филин
- 1989 — Изобретение — все мужские персонажи
- 1989 — Лифт-1 — голосовые эффекты
- 1989 — Чудеса в Гусляре — Ложкин
- 1990 — Новое платье короля — Второй министр
- 1990 — Кто там? — текст от автора
- 1991 — Николай Угодник и охотники — охотник Агафон
- 1991 — После того, как — Адам
- 1991 — Мы рисуем — текст от автора
- 1992 — Капитан Пронин — внук майора Пронина — Мышьякович / ниндзя
- 1992 — Сапожникова жена — вельможа (в титрах не указан)
- 1992 — Простой мужик — царь
- 1993 — В стране Бобберов: Обед с господином Грызли — профессор Бобберман
- 1993 — Родня — богатый брат
- 1993 — Чужой праздник — кот (в титрах ошибочно указан как А. Леньков)
- 1994 — Капитан Пронин 4. Капитан Пронин в опере — директор театра
- 1995 — Приключения Мюнхаузена. Волк в упряжке — барон Мюнхгаузен
- 1996 — Из личной жизни Братьев Пилотов — Шеф
- 1996 — Короли и капуста — Лосадо, новый президент Анчурии / управляющий компанией «Везувий»
- 1996 — Приключения слонёнка Денди — все мужские персонажи
- 1997 — Незнайка на Луне — Мига (4—9 серии) / один из участников группы «The Moon Brothers» (8 серия)
- 1997 — 1999 — Чердачок Фруттис — Шеф
- 1997 — Академия собственных ошибок, или Братья Пилоты спасают Россию — Шеф
- 1999 — Слондайк 1 — слон-бармен Фицко
- 2001 — Я люблю мультфильмы. Всё о казаках — Шеф
- 2001 — Капитан Фуражкин и Великан Васюта (Мультипотам) — Капитан Фуражкин
- 2001 — Реклама газеты «Московская правда» — все роли
- 2002 — Букашки — Муравей / эпизодические персонажи
- 2003 — Полынная сказка в три блина длиной — текст от автора
- 2003 — Хорошо забытое старое — диктор / Александр Семёнович Рокк / товарищ Жук / второстепенные персонажи
- 2004 — Умная дочка (Гора самоцветов) — царь / текст от автора
- 2004 — Как пан конём был (Гора самоцветов) — домовой / сапожник
- 2004 — Незнайка и Баррабасс — сыщик Скок
- 2004 — Столичный сувенир — дядя Шура
- 2004 — Элька и Звёздный почтальон — Умка, дедушка Эльки
- 2005 — Эволюция Петра Сенцова — Павлов, профессор палеонтологии
- 2005 — Царь и ткач (Гора самоцветов) — гонец
- 2005 — Ворон-обманщик (Гора самоцветов) — текст от автора
- 2005 — Поединок — кабан Пузан
- 2006 — Бабка Ёжка и другие — Водяной / Леший / Щука
- 2007 — Социальные ролики: правила дорожного движения — Шеф
- 2007 — Медвежий угол — Михайло Потапыч
- 2007 — Заяц-слуга (Гора самоцветов) — текст от автора
- 2007 — Элька — Умка, дедушка Эльки
- 2008 — Десантник Стёпочкин 2: Стёпочкин и лунный десант — преподаватель
- 2008 — Изобретатели — Узоркин
- 2008 — Приключения Алёнушки и Ерёмы — царь Дормидонт
- 2009 — Новые приключения Алёнушки и Ерёмы — царь Дормидонт
- 2009 — Социальная реклама о новых возможностях владельцев ОСАГО — Шеф
- 2009 — Школа снеговиков
- 2010 — Приключения котёнка и его друзей — кот Ероха
- 2010 — Школа снеговиков. Хоккей в Дедморозовке
- 2011 — Школа снеговиков. Дед Мороз из Дедморозовки
- 2012 — Алиса знает, что делать! — Селге (в 3, 7, 10, 15, 18 серии) / инопланетные братья Бер и Ик (в 4 серии) / Шериф (в 8 и 19 серии) / Шерлок Холмов (в 20 серии)
- 2012 — Космические археологи — дедушка Алёши
- 2012 — Паровозик Тишка — Минутыч
- 2012 — По колено ноги в золоте, по локоть руки в серебре (Гора самоцветов) — текст от автора
- 2012 — Тайна Диона — Густав
- 2013 — Чебурашка — Фокусник / сторож зоопарка / текст от автора
- 2014 — Весёлая карусель № 36. Тайна старика Тимофея — Тимофей / текст от автора
- 2014 — Весёлая карусель № 38. Ушла в Париж — божья коровка / текст от автора
- 2015 — Весёлая карусель № 39. Бегемот и компот — поёт песню
- 2017 — Лео и Тиг — правитель орлов
- 2017 — Потёмкинские деревни (Гора самоцветов) — текст от автора
- 2017 — Чудо-юдо — царь Еремей